# Rodolfo Freude
Rodolfo Freude (1920 — 2003) était un homme politique argentin.
Fils de d’un immigrant allemand membre du Parti justicialiste, Rodolfo Freude remplit l’office de secrétaire personnel du président Juan Perón et de directeur du Renseignement dans le gouvernement de celui-ci. C’est à ce titre qu’il joua un rôle clef dans l'exfiltration d’anciens criminels nazis, dont plusieurs très haut placés, vers l’Argentine. La relation tendue qu’il entretenait avec Eva Perón, épouse du président, lui valut d’être bientôt éconduit, après environ un an, en 1947.

## Biographie

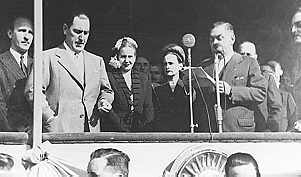
Rodolfo Freude (à l’extrême gauche sur la photo), avec Juan Perón et Eva Perón (2e et 3e à partir de la gauche).

Rodolfo Freude avait pour père Ludwig Freude (1889-1956), immigrant allemand qui faisait le commerce du bois et était le directeur de la Banco Alemán Transatlántico (filiale de la Deutsche Bank). Membre du Parti justicialiste, Ludwig Freude coordonnait les réseaux d'espionnage nazis en Argentine et, après que l’ambassade du Troisième Reich eut été contrainte de fermer ses portes en 1944, prit alors en charge les fonds et les activités diplomatiques de l’Allemagne nazie. À la mi-octobre 1945, dans l'espoir d’en retirer quelque avantage pour ses affaires, il prêta au couple Perón, déjà menacé par le gouvernement militaire, sa maison de campagne, chalet de bois baptisé Ostende, que les Freude avaient rapporté d'Allemagne et reconstitué sur une île du delta du Paraná à Tigre, en bordure de l’agglomération portègne. Perón s’y rendit en conduisant lui-même l'automobile Chevrolet, avec, assis sur la banquette arrière, Juan Duarte, frère d’Eva Perón, et le fils Rodolfo Freude ; se succéderont alors trois journées dans la solitude, dont le général Perón, âgé déjà, se souviendra à Madrid comme de l'unique période où il lui fut donné de rester seul à seul avec sa future épouse Eva Perón. C'est là aussi que des policiers dépêchés par ses collègues du gouvernement militaire vinrent l’arrêter pour ensuite l’emmener à l’île Martín García, où il sera gardé prisonnier. Cette arrestation déclenchera la journée de mobilisation ouvrière du 17 octobre 1945, où une foule nombreuse réunie sur la place de Mai réclama, et finit par obtenir, la libération de Perón.
Après la victoire électorale de février 1946, Rudi (ainsi que le surnommait le président Perón) prit ses quartiers dans le bureau contigu au bureau présidenciel, en qualité de secrétaire personnel du président et à titre de directeur du Renseignement. Selon le journaliste Uki Goñi, il fut au sein des services gouvernementaux l'organisateur d'un réseau ayant pour but d’aider d’anciens nazis à fuir vers l'Amérique du Sud, en empruntant les filières d'exfiltration appartenant probablement au fameux réseau décrit par Goñi sous le nom fictif d'ODESSA. Cependant, il n’occupa le poste que pendant peu de temps, car Eva Perón décida bientôt de se défaire de lui. En attendant, Rodolfo Freude et son père jouèrent un rôle-clef dans lesdites opérations d'exfiltration, lesquelles permirent à des criminels de guerre tels que Josef Mengele, médecin d’Auschwitz, Adolf Eichmann, Erich Priebke, chef de la Gestapo de Rome, Gerhard Bohne, planificateur des assassinats par euthanasie de malades mentaux, Josef Schwammberger, commandant SS, Klaus Barbie, chef de la police de sûreté de Lyon, ainsi que plusieurs dizaines d'autres fascistes français, belges, italiens, croates et slovaques, dont beaucoup de collaborateurs nazis recherchés dans leur pays respectifs, de s'esquiver en Argentine.
Après son limogeage, Rodolfo Freude passa le restant de ses jours à gérer ses affaires privées sans plus intervenir dans la vie publique argentine.